# Peelsche Loop
De Peelse Loop of Peelsche Loop is een gekanaliseerd riviertje in Noord-Brabant dat zich geheel bevindt in de gemeente Gemert-Bakel en dat water afvoert van de Peel naar de Aa. Het stroomgebied bedraagt 7920 ha. De lengte van het riviertje is 17 km. Het wordt gevoed door inlaatwater van het Defensiekanaal.
Het riviertje wordt herkenbaar in de buurt van het landgoed Beestenveld en stroomt eerst noordwestwaarts en vervolgens westwaarts. Het riviertje stroomt voornamelijk door landbouwgebied, maar hier en daar passeert het ook stukjes naaldbos en het Gemertse bedrijventerrein Wolfsveld, waar zich de van het Landgoed Cleefswit komende Rooye Ascheloop bij de Peelse loop voegt.
Vervolgens stroomt het riviertje verder tussen Gemert en Handel door en bereikt dan een vochtiger gebied, waarna het bij de buurtschap Koks in de Aa uitkomt.
In het jaar 2007 zijn plannen ontvouwd om het beekje te herinrichten waarbij onder meer aan verbreding wordt gedacht. Deze verbreding is anno 2020 uitgevoerd. Er is een beschermd gebied langs gelegd voor dieren.